# Бровил
Бровил (фр. Brosville) насеље је и општина у северној Француској у региону Горња Нормандија, у департману Ер која припада префектури Евре.
По подацима из 2011. године у општини је живело 656 становника, а густина насељености је износила 91,11 становника/km². Општина се простире на површини од 7,2 km². Налази се на средњој надморској висини од 42 метара (максималној 144 m, а минималној 32 m).

## Демографија
| 1962. | 1968. | 1975. | 1982. | 1990. | 1999. | 2011. |
| ----- | ----- | ----- | ----- | ----- | ----- | ----- |
| 330   | 330   | 409   | 434   | 573   | 601   | 656   |

График промене броја становника у току последњих година